# Equisetum litorale
Equisetum litorale là một loài dương xỉ trong họ Equisetaceae. Loài này được Kühlew. ex Rupr. mô tả khoa học đầu tiên.
Danh pháp khoa học của loài này chưa được làm sáng tỏ. 